# Georg Hermann Quincke
Georg Hermann Quincke (n. 19 noiembrie 1834 – d. 13 ianuarie 1924) a fost un fizician german. Născut în Frankfurt am Oder, Quincke a fost fiul fizicianului Hermann Quincke și fratele mai mare al fizicianului Heinrich Quincke. A publicat Geschichte des physicalischen Instituts der Universität Heidelberg în 1885.
Georg Hermann Quincke a deținut titluri academice de la universitățile din Königsberg, Heidelberg, Oxford, Cambridge și Glasgow.  
1. 1 2  Georg Hermann Quincke, Hrvatska enciklopedija[*]
2. 1 2  Georg Hermann Quincke, SNAC, accesat în 9 octombrie 2017
3. 1 2  Georg Hermann Quincke, Brockhaus Enzyklopädie, accesat în 9 octombrie 2017
4. 1 2  „Georg Hermann Quincke”, Gemeinsame Normdatei, accesat în 9 aprilie 2014
5. ↑  „Georg Hermann Quincke”, Gemeinsame Normdatei, accesat în 10 decembrie 2014
6. ↑  „Georg Hermann Quincke”, Gemeinsame Normdatei, accesat în 30 decembrie 2014
7. ↑  List of Royal Society Fellows 1660-2007 (PDF), p. 293